# Richard S. Ellis
Richard Steven Ellis (* 15. Mai 1947 in Brookline, Massachusetts; † 2. Juli 2018 in New York City, New York) war ein US-amerikanischer Mathematiker. Er gilt als international anerkannter Experte für die Theorie großer Abweichungen in der Stochastik.
Richard Ellis studierte Germanistik und Mathematik an der Harvard University mit dem Bachelor-Abschluss summa cum laude 1969 sowie an der New York University mit dem Master-Abschluss 1971 und der Promotion bei Henry McKean 1972 (Chapman-Eskog-Hilbert Expansion for Models of the Boltzman Equation). Von 1969 bis 1972 war er an den Bell Laboratories in der Forschung über angewandte Wahrscheinlichkeitstheorie. 1972 wurde er Assistant Professor an der Northwestern University und 1975 an der University of Massachusetts at Amherst, an der er 1981 eine volle Professur erhielt.
Er befasste sich mit Anwendungen der Wahrscheinlichkeitstheorie in der statistischen Mechanik, zum Beispiel Korrelations-Ungleichungen und Grenzwertsätzen für das Ising-Modell, mit der Theorie großer Abweichungen und asymptotischen Problemen in der Wahrscheinlichkeitstheorie und statistischen Mechanik. Dabei befasste er sich auch mit der statistischen Theorie der Turbulenz. Ein zentrales Ergebnis in der Theorie großer Abweichungen ist der Satz von Gärtner und Ellis, zuerst von Jürgen Gärtner bewiesen und von Ellis verallgemeinert.
Daneben befasste er sich auch mit Judaistik und ist seit 1998 Adjunct Professor am Department of Judaic and Near Eastern Studies seiner Universität. 2001/02 erhielt er den Outstanding Faculty Award für Forschung seiner Fakultät (College of Natural Sciences and Mathematics). Er befasste sich mit jüdischer Spiritualität, war in den 1990er Jahren Mitgründer einer jüdischen Gruppe an der Universität (Jewish Faculty and Staff Group, unter anderem Torah-Studium und Aktivitäten gegen Antisemitismus) und schrieb ein Buch über seinen eigenen Heilungsprozess von chronischen Schmerzen mit Hilfe von buddhistischer Meditation. Er veröffentlichte auch über Emily Dickinson und die Kunst von Michelangelo. Außerdem veröffentlichte er einen Roman (Blessings from the Dead).
Von 1977 bis 1981 war er Sloan Research Fellow. 1982 und 1989 war er Lady Davis Fellow am Technion in Haifa. 1999 wurde er Fellow des Institute of Mathematical Statistics.
Er war seit 1969 verheiratet und hatte zwei Kinder.

## Schriften
- Entropy, large deviations, and statistical mechanics, Grundlehren der mathematischen Wissenschaften 271, Springer 1985
- mit Paul Dupuis:  A Weak Convergence Approach to the Theory of Large Deviations, Wiley 1997
- Blinding Pain, Simple Truth, a Book About Self-Healing, Meditation, and the Bible, Rainbow Books 2011